# Матч звёзд КХЛ 2017
9-й матч всех звёзд Континентальной хоккейной лиги состоялся 21 января 2017 года в столице Республики Башкортостан городе Уфа, на домашнем стадионе Салавата Юлаева «Уфа-Арена». Матч Звёзд впервые прошёл на домашней арене уфимцев.

## Предшествующие события

### Борьба за проведение
25 марта 2016 года КХЛ начинает рассмотрение заявок от городов, претендующих на право проведения Матча Звезд в сезоне 2016/17. Заявки подают Тольятти, Астана, Владивосток и Уфа. Основная конкуренция развернулась между Уфой и Астаной. С разницей в 2,6 % победу одержали уфимцы.
5 мая 2016 г. в Уфе состоялась церемония подписания соглашения между Континентальной хоккейной лигой, Правительством Республики Башкортостан и ХК «Салават Юлаев» о проведении Матча Звезд КХЛ 2017 на «Уфа-Арене».

### Логотип
За основу визуального образа хоккейного праздника взяты детали национального башкирского орнамента и официальные цвета флага республики — белый, зеленый и синий. Основная деталь логотипа Матча звезд КХЛ-2017 — изображение башкирского национального героя и поэта Салавата Юлаева, памятник которому является одной из главных достопримечательностей Уфы и символизирует город.

### Голосование
Первые пятёрки команд четырех дивизионов КХЛ (в таблице они выделены жирным шрифтом) были выбраны путём открытого голосования на официальном сайте Матча звёзд КХЛ, которое прошло с 25 ноября по 5 декабря 2016 года. Вторые пятерки выбрали журналисты. 13 декабря были представлены результаты голосования СМИ. 13 января были окончательно сформированы составы команд. По регламенту впервые в истории Матча звёзд в нём примут участие четыре представителя Молодёжной хоккейной лиги, вызванных на Кубок вызова. 18 января были выбраны капитаны команд.

### Билеты
Продажи стартовали 1 декабря 2016 года.

## Составы команд

### Восточная конференция
| Дивизион Харламова | Дивизион Харламова | Дивизион Харламова | Дивизион Харламова |
| ------------------ | ------------------ | ------------------ | ------------------ |
| Вратари            |                    |                    |                    |
| Номер              | Страна             | Имя                | Клуб               |
| 33                 | Флаг Чехии         | Павел Францоуз     | Трактор            |
| Защитники          |                    |                    |                    |
| Номер              | Страна             | Имя                | Клуб               |
| 4                  | Канада             | Крис Ли            | Металлург Мг       |
| 44                 | Россия             | Кирилл Кольцов     | Трактор            |
| Нападающие         |                    |                    |                    |
| Номер              | Страна             | Имя                | Клуб               |
| 15                 | Россия             | Анатолий Голышев   | Автомобилист       |
| 55                 | Россия             | Владимир Ткачёв    | Ак Барс            |
| 10                 | Россия             | Сергей Мозякин(C)  | Металлург Мг       |
| 42                 | Флаг США           | Дэн Секстон        | Нефтехимик         |
| 28                 | Россия             | Никита Филатов     | Лада               |
| 25                 | Россия             | Данис Зарипов      | Металлург Мг       |
| 43                 | Флаг Чехии         | Ян Коварж          | Металлург Мг       |

| Дивизион Чернышева | Дивизион Чернышева        | Дивизион Чернышева  | Дивизион Чернышева |
| ------------------ | ------------------------- | ------------------- | ------------------ |
| Вратари            |                           |                     |                    |
| Номер              | Страна                    | Имя                 | Клуб               |
| 31                 | Россия                    | Игорь Бобков        | Адмирал            |
| Защитники          |                           |                     |                    |
| Номер              | Страна                    | Имя                 | Клуб               |
| 82                 | Россия                    | Евгений Медведев(C) | Авангард           |
| 92                 | Россия                    | Захар Арзамасцев    | Салават Юлаев      |
| 29                 | Флаг Чехии                | Ян Коларж           | Амур               |
| 67                 | Флаг Финляндии            | Сами Леписто        | Салават Юлаев      |
| Нападающие         |                           |                     |                    |
| Номер              | Страна                    | Имя                 | Клуб               |
| 87                 | Россия                    | Максим Шалунов      | Сибирь             |
| 7                  | Россия                    | Энвер Лисин         | Салават Юлаев      |
| 17                 | Россия                    | Кирилл Капризов     | Салават Юлаев      |
| 9                  | Канада · Казахстан        | Найджел Доус        | Барыс              |
| 17                 | Соединённые Штаты Америки | Чед Рау             | Куньлунь Ред Стар  |

### Западная конференция
| Дивизион Боброва | Дивизион Боброва          | Дивизион Боброва | Дивизион Боброва |
| ---------------- | ------------------------- | ---------------- | ---------------- |
| Вратари          |                           |                  |                  |
| Номер            | Страна                    | Имя              | Клуб             |
| 30               | Россия                    | Игорь Шестёркин  | СКА              |
| Защитники        |                           |                  |                  |
| Номер            | Страна                    | Имя              | Клуб             |
| 97               | Соединённые Штаты Америки | Мэттью Гилрой    | Спартак          |
| 55               | Флаг Канады               | Чарльз Геноуэй   | Йокерит          |
| 27               | Россия                    | Вячеслав Войнов  | СКА              |
| Нападающие       |                           |                  |                  |
| Номер            | Страна                    | Имя              | Клуб             |
| 13               | Россия                    | Павел Дацюк(C)   | СКА              |
| 17               | Россия                    | Илья Ковальчук   | СКА              |
| 10               | Канада                    | Мэтт Эллисон     | Динамо Мн        |
| 94               | Соединённые Штаты Америки | Райан Стоа       | Спартак          |
| 18               | Канада                    | Джонатан Чичу    | Слован           |
| 91               | Канада                    | Франсис Паре     | Медвешчак        |

| Дивизион Тарасова | Дивизион Тарасова | Дивизион Тарасова    | Дивизион Тарасова |
| ----------------- | ----------------- | -------------------- | ----------------- |
| Вратари           |                   |                      |                   |
| Номер             | Страна            | Имя                  | Клуб              |
| 90                | Россия            | Илья Сорокин         | ЦСКА              |
| Защитники         |                   |                      |                   |
| Номер             | Страна            | Имя                  | Клуб              |
| 37                | Канада            | Мэт Робинсон         | Динамо Мск        |
| 92                | Россия            | Игорь Ожиганов       | ЦСКА              |
| 7                 | Чехия             | Якуб Ержабек         | Витязь            |
| Нападающие        |                   |                      |                   |
| Номер             | Страна            | Имя                  | Клуб              |
| 43                | Россия            | Валерий Ничушкин     | ЦСКА              |
| 15                | Канада            | Брэндон Козун        | Локомотив         |
| 7                 | Россия            | Иван Телегин         | ЦСКА              |
| 61                | Россия            | Максим Афиногенов(C) | Витязь            |
| 9                 | Россия            | Дмитрий Кагарлицкий  | Северсталь        |
| 10                | Россия            | Алексей Потапов*     | Торпедо           |

- Защитник ХК «Сочи» Оскар Фантенберг, выбранный лигой на Матч Звезд КХЛ 2017, не смог принять участия в мероприятии по причине полученной травмы. В связи с этим, место Фантенберга в команде Дивизиона Тарасова занял игрок обороны «Витязя» Якуб Ержабек, входивший в пятерку лучших бомбардиров-защитников чемпионата[8].
- Нападающий «Торпедо» Владимир Галузин, выбранный КХЛ на Матч звёзд—2017, не смог принять участия в мероприятии по причине заболевания (острого тонзиллита). Игрок был внесён клубом в список травмированных, а его место в звёздном уик-энде занял другой нападающий команды из Нижнего Новгорода — Алексей Потапов.[источник не указан 2093 дня]
- Нападающий «Салавата Юлаева» Линус Умарк из-за болезни не принял участия в Матче Звёзд КХЛ. Его заменил защитник Сами Лепистё, который вышел на площадку под тем же номером — 67.[источник не указан 2093 дня]

## Судьи
Главными судьями матча стали Юрий Цыплаков и Роман Гофман, линейными — Константин Горденко и Станислав Раминг.

## Мастер-шоу

### Круг на скорость
| Восток           | Время (сек) | Heat | Время (сек) | Запад           |
| ---------------- | ----------- | ---- | ----------- | --------------- |
| Дэн Секстон      | 13,233      | 1    | 12,952      | Алексей Потапов |
| Чед Рау          | 13,424      | 2    | 12,940      | Франсис Паре    |
| Энвер Лисин      | 12,450      | 3    | 12,83       | Иван Телегин    |
| Восток 1-0 Запад |             |      |             |                 |

### Биатлон
| Захар Арзамасцев, Крис Ли Кирилл Кольцов, Найджел Доус Кирилл Капризов | 1:0 | Чарльз Геноуэй, Мэт Робинсон Брэндон Козун, Мэтт Эллисон Максим Афиногенов |
| Восток 2-0 Запад                                                       |     |                                                                            |

### Сила броска
| Восток           | Скорость (км/ч) | Heat | Скорость (км/ч) | Запад           |
| ---------------- | --------------- | ---- | --------------- | --------------- |
| Ян Коларж        | 148,17          | 1    | 147,02          | Якуб Ержабек    |
| Сами Лепистё     | 144,21          | 2    | 150,950         | Вячеслав Войнов |
| Евгений Медведев | 149,180         | 3    | 159,47          | Игорь Ожиганов  |
| Восток 2-1 Запад |                 |      |                 |                 |

### Эффектный буллит
| Игорь Бобков                                                     | Вратари | Игорь Шестеркин                                                                               |
| Энвер Лисин, Владимир Ткачев Чед Рау, Никита Филатов Дэн Секстон | 1:0     | Игорь Шестеркин, Мэт Гилрой Дмитрий Кагарлицкий, Павел Дацюк Джонатан Чичу, Максим Афиногенов |
| Восток 3-1 Запад                                                 |         |                                                                                               |

### Be Like Pro
| Ян Коварж, Сами Лепистё Ян Коларж, Максим Шалунов Сергей Мозякин, Данис Зарипов, Дэн Секстон | 1:0 | Чарльз Геноуэй, Мэтт Эллисон Райан Стоа, Иван Телегин Павел Дацюк, Илья Ковальчук, Брэндон Козун |
| Восток 4-1 Запад                                                                             |     |                                                                                                  |

### Мощная атака — надёжная защита
| Павел Францоуз, | Вратари | Илья Сорокин |
| Найджел Доус, Владимир Ткачев, Анатолий Голышев Чед Рау, Кирилл Капризов, Никита Филатов Сергей Мозякин, Данис Зарипов, Ян Коварж | 6:6     | Райан Стоа, Франсис Паре, Брэндон Козун Валерий Ничушкин, Алексей Потапов, Иван Телегин Павел Дацюк, Илья Ковальчук, Максим Афиногенов |
| Восток 4-2 Запад |         | |

### Эстафета
| Игорь Бобков, Захар Арзамасцев Крис Ли, Максим Шалунов Владимир Ткачев, Энвер Лисин | 1:0 | Игорь Шестеркин, Мэт Робинсон Игорь Ожиганов, Валерий Ничушкин Джонатан Чичу, Алексей Потапов |
| Восток 5-2 Запад                                                                    |     |                                                                                               |